# Geodia thomsonii
Geodia thomsonii är en svampdjursart som beskrevs av Schmidt 1870. Geodia thomsonii ingår i släktet Geodia och familjen Geodiidae.
Artens utbredningsområde är havet kring Kuba. Inga underarter finns listade i Catalogue of Life.